# Organización de aprendizaje
Una organización de aprendizaje, también denominada organización aprendiente (en inglés: learning organization), es un formato de organización que se centra en la gestión del intercambio del conocimiento a todos los niveles, jerárquicos y funcionales de la empresa.
El modelo clásico de organización empresarial, parte de que la empresa cuenta con una fórmula o diseño para llevar a cabo su actividad, así como con una estructura jerárquica y un grupo de reglas o políticas, mientras que las organizaciones aprendientes entienden que cualquier fórmula es provisional y necesita ser revisada de manera continua para adaptarse a los rápidos cambios que se producen entre los participantes al mercado y el entorno de la industria.
Este tipo de organización empresarial asume que el conocimiento acumulado en los empleados solo tiene valor si fluye, de individuo a individuo; de grupo a grupo; de organización a organización. La definición básica sería: la organización de aprendizaje es aquella que facilita el aprendizaje de todos sus miembros, compartiendo globalmente la información y experimenta en sí misma una transformación continua.
De acuerdo al consultor y escritor estadounidense Richard Karash (1995)(), las organizaciones de aprendizaje son los lugares más saludables para trabajar ya que:
- Tienen pensamiento independiente
- Aumentan nuestra capacidad para gestionar el cambio
- Mejoran la calidad
- Desarrollan una fuerza laboral más comprometida
- Dan a las personas la esperanza de que las cosas pueden mejorar
- Amplia los límites percibidos
- Están en contacto con una parte fundamental de nuestra humanidad "La necesidad de aprender para mejorar nuestro medio ambiente y ser actores activos y no receptores pasivos

La empresa que aprende cambia la cultura de la empresa, sea cual sea su actividad o estructura. Diferenciándose a la hora de su implementación según sean las capacidades de cada una o su misma distribución geográfica. Pero todas con un mismo fin y una misma filosofía como herramienta.
La premisa que regirá esta cultura empresarial es la de la necesidad de aprender continuamente en todos sus miembros.
Todos los componentes que participen en una empresa que desarrolle un modelo de organización de aprendizaje, comparten la visión de que el futuro se construye día a día a través del aprendizaje continuo; y que, como retroalimentación, ese aprendizaje local, personal, pasará a ser global mediante su compartición, enriqueciendo a todos de un modo absoluto.
Los componentes del grupo tomarán como realidad la gestión de su propio conocimiento lo que va a mover a la empresa, lo que va a proporcionar a todos el éxito. Formando este principio parte del "padre" empresarial como cultura y dogma y del "adulto" del empleado como responsabilidad lógica y razonada (véase Eric Berne). Esto a su vez crea el sentido de innovación y continua formación, así como un sentimiento de unión con la empresa.
En segundo lugar, es básico en este modelo de compartición de conocimientos el empleo de tiempo y recursos para comunicar los nuevos procedimientos de trabajo basados en el trabajo en grupo, la cooperación, la discusión y el análisis, siendo la comunicación la herramienta básica ya no solo para la distribución de la información sino como creadora de grupo.
Por último, hay que destacar la importancia del cliente. El conocimiento de sus necesidades de todo tipo, no solo puramente comerciales, sus demandas y sus puntos de vista respecto a la relación con la empresa, le hace elemento central del proceso de conocimiento, pues será él una fuente de aprendizaje y de investigación.
Las OA constituyen comunidades vivas que se nutren de la capacidad de aprendizaje de sus miembros y están abiertas a cambios en su estructura, es decir, son capaces de rediseñarse continuamente a sí mismas. En ellas se dan tres niveles de aprendizaje: individual, grupal y organizacional, con el objetivo común no solo de realizar mejor las tareas sino de edificar una sólida base de conocimiento y revisar continuamente los procesos y los productos.
En lugar del modelo burocrático clásico, cuyo objetivo es reclutar “piezas” para una máquina bien engrasada, esta nueva organización busca colaboradores que puedan contribuir como participantes activos creativos a la revisión y adaptación de la fórmula y las reglas de operación.

## Características de una organización en aprendizaje
Se han identificado cinco factores fundamentales que caracterizan una organización aprendiente:
- Conciencia: sabe por qué hace lo que hace y sabe compartirlo con su equipo y su entorno;
- Cultura de aprendizaje: un clima organizacional que alimenta y estimula el aprendizaje y la innovación;
- Procesos transversos: procesos que facilitan la interacción más allá de departamentos y fronteras;
- Herramientas y técnicas: métodos, nuevos formatos que ayudan al aprendizaje tanto individual como de equipo;
- Habilidades y motivación: para adaptar rápida y efectivamente la dirección en pleno movimiento.
- 'La disciplina: En el proceso de construcción de ese aprendizaje, a través una autonomía propia y la autoconciencia personal por formación.

## Disciplinas de la organización inteligente
Peter Senge  ubicó en los años 90 cinco nuevas disciplinas de la época que convergen para innovar las organizaciones inteligentes, cada una resultará decisiva para el éxito de las otras tecnologías tal como ocurre con cualquier conjunto. Todas una brinda una dimensión vital para la construcción de organizaciones con auténtica capacidad de aprendizaje, aptas para perfeccionar continuamente su habilidad para alcanzar sus mayores aspiraciones. 

### Pensamiento sistémico[2]
Todos los acontecimientos están distanciados en el espacio y tiempo, pero todos están conectados dentro del mismo patrón. 
Es un marco conceptual, un cuerpo de conocimientos y herramientas qué se ha desarrollado en los últimos 50 años, para que los patrones totales resulten más claros y para ayudarnos a modificarlos.

### Dominio personal[3]
Es la disciplina que permite aclarar y ahondar continuamente nuestra visión personal, concentrar las energías, desarrollar paciencia y ver la realidad objetivamente. En cuanto tal, es una piedra angular de la organización inteligente, su cimiento espiritual. El afán y la capacidad de aprender de una organización no pueden ser mayores que las de sus miembros. Las raíces de esta disciplina se nutren de tradiciones espirituales de Oriente y Occidente, así como de tradiciones seculares.

### Modelos mentales[2]
Los "modelos mentales" son supuestos hondamente arraigados, generalizaciones e imágenes que influyen sobre nuestro modo de comprender el mundo y actuar. A menudo no tenemos conciencia de nuestros modelos mentales o los efectos que surten sobre nuestra conducta. 
Los modelos mentales además son los mediadores o puentes entre el aprendizaje individual y el de la organización, entendidos como cosmovisiones o maneras de ver el mundo, profundamente enraizados en los individuos, que determinan, inconsciente y espontáneamente, el actuar cotidiano. Si no se da un buen grado de homogeneidad de modelos mentales adecuados, con suficiente masa crítica, no se alcanza el potencial de aprendizaje y efectividad de la institución. 
Los modelos mentales de conducta empresarial también están profundamente arraigados. Muchas percepciones acerca de mercados nuevos o de prácticas organizacionales anticuadas no se llevan a la práctica porque entran en conflicto con poderosos y tácitos modelos mentales
Tales modelos tienen que estar cambiando para adecuarse a las circunstancias, a las demandas del medio, y este cambio se da a través del proceso de aprendizaje. Dicho de otro modo, el conocimiento de una organización reside en los modelos mentales de sus miembros.

### Construcción de una visión compartida[2]
Si una idea sobre el liderazgo ha inspirado a las organizaciones durante miles de años, es la capacidad para compartir una imagen del futuro que se procura crear. Cuesta concebir una organización que haya alcanzado cierta grandeza sin metas, valores y misiones que sean profundamente compartidos dentro de la organización. Cuando hay una visión genuina la gente no sobresale y no aprende porque se lo ordenen sino porque lo desean. Pero muchos líderes tienen visiones personales que nunca se traducen en visiones compartidas y estimulantes
Cuando hay una visión genuina (muy opuesta a la familiar "formulación de visión"), la gente no sobresale ni aprende porque se lo ordenen sino porque lo desea.  Con frecuencia, la visión compartida de una compañía gira en torno del carisma del líder, o de una crisis que acicatea a todos temporariamente. Pero, dada la opción, la mayoría de la gente prefiere perseguir una meta elevada, no sólo en tiempos de crisis sino en todo momento. Lo que faltaba era una disciplina para traducir la visión individual en una visión compartida: no un "recetario", sino un conjunto de principios y prácticas rectoras.
La práctica de la visión compartida supone aptitudes para configurar visiones del futuro que propicien un compromiso genuino que mero acatamiento. Al dominar está disciplina los líderes aprenden que es contraproducente imponer una visión por sincera que sean. 

### Aprendizaje en equipo[2]
Sabemos que los equipos pueden aprender; en los deportes, en las artes dramáticas, en la ciencia y aun en los negocios, hay sorprendentes ejemplos donde la inteligencia del equipo supera la inteligencia de sus integrantes, y donde los equipos desarrollan aptitudes extraordinarias para la acción coordinada. Cuando los equipos aprenden de veras, no sólo generan resultados extraordinarios, sino que sus integrantes crecen con mayor rapidez.
La disciplina del aprendizaje en equipo comienza con el "diálogo", la capacidad de los miembros del equipo para "suspender los supuestos" e ingresar en un auténtico "pensamiento conjunto".
Es interesante señalar que la práctica del diálogo se ha preservado en muchas culturas primitivas tales como él primitivo norteamericano, pero se ha perdido totalmente en la sociedad moderna. La disciplina del diálogo también implica aprender a reconocer los patrones de interacción que erosionan él aprendizaje en un equipo. Los patrones de defensa a menudo están profundamente enraizados en él funcionamiento de un equipo. Si no se los detecta, atenta contra él aprendizaje. Si se los detecta y si se los hace aflorar creativamente pueden acelerar el aprendizaje.  
El aprendizaje en equipo desarrolla las aptitudes de grupos de personas para buscar una figura más amplia que trascienda las actividades individuales y el dominio personal alimenta una motivación personal para aprender continuamente cómo nuestros actos afectan al mundo.El aprendizaje en equipo es vital porque la unidad fundamental de aprendizaje en las organizaciones modernas no es el individuo sino el equipo Aquí es donde "la llanta muerde el camino": si los equipos no aprenden, la organización no puede aprender.